# Auðunn illskælda
Auðunn illskælda (nórdico antiguo: mal escaldo) fue un escaldo de Noruega en el siglo IX. Skáldatal le menciona como uno de los poetas de la corte de Harald I de Noruega. La saga de Egil Skallagrímson cita que era el escaldo más veterano al servicio de la corona y anteriormente había servido con  Halfdan el Negro. Su apodo illskælda se debe a que una vez escribió un drápa sobre Harald y copió un refrán de otro escaldo, Úlfr Sebbason. El drápa en cuestión pasó a llamarse «el drápa con el refrán robado». Actualmente, solo sobreviven algunas estrofas de dicho trabajo.
Hauksbók contiene un relato titulado Skálda saga Haralds konungs hárfagra («Saga de los escaldos de Harald») que describe una expedición a Suecia emprendida por Olvir Hnufa, Þorbjörn Hornklofi, y Auðunn illskælda para expiar una ofensa. La historicidad de tal expedición está discutida.